# MailScan
MailScan est un logiciel antispam et un logiciel antivirus pour serveur de messagerie électronique développé par la société MicroWorld Technologies située à Bombay en Inde. 

## Introduction
Logiciel antivirus et de protection de contenu en temps réel, MailScan filtre le contenu et recherche la présence de virus dans les messages électroniques qui transitent par le serveur de messagerie. Il offre une protection complète couvrant tous les besoins de filtrage antivirus, antispam et de gestion du trafic sur le réseau. 
MailScan fonctionne en analysant les messages contre les virus avant leur entrée dans le système, directement dans la couche réseau, afin de prévenir au maximum des attaques de virus par courriel, puis il analyse le contenu du courriel pour détecter les pourriels, l'hameçonnage et autres courriers indésirables. Une fois le message analysé, il est envoyé au destinataire. Le programme fonctionne dans les deux sens, pour la réception de messages comme pour l'envoi, ce qui permet d'assurer une sécurité optimale sur un réseau d'entreprise par exemple.  

## Fonctionnalités en détail
Voici une liste de fonctionnalités permettant de se faire une idée sur les possibilités du programme : 
- Règles de protection du courrier entièrement paramétrables
- Gestion du trafic des messages (liste d'utilisateur, blocage de domaines entrants ou sortants, ...)
- Analyse antivirus en temps réel des fichiers attachés, inclut l'analyse heuristique permettant de détecter les virus inconnus
- Analyse du contenu en temps réel pour détecter les contenus offensants ou injurieux
- Compression et décompression automatique des pièces jointes pour économiser du trafic
- Détection des courriels d'hameçonnage
- Rapports complets de l'activité du programme

## Serveurs de messagerie supportés
L'avantage d'une solution antispam/antivirus à installer directement sur le serveur de messagerie est généralement le coût 
- Microsoft Exchange Server
- SMTP Server
- Lotus Notes
- VPOP3
- Communigate Pro
- Postmaster
- MDaemon
- Mailtraq
- SpearMail
- DMail
- SurgeMail
- LAN-Projekt WinProxy
- Merak Mail Server
- Avirt
- Sharemail
- Netnow
- Internet Anywhere
- VOPMail
- WinRoute
- ShareMail
- MailMax
- UpMailServer
- IAMS

## Avantages et inconvénients
Il existe plusieurs méthodes de filtrage des courriels, soit directement sur la machine de l'utilisateur, soit au niveau du serveur de messagerie, soit en utilisant un serveur dédié au filtrage des spams et virus dans les courriels. 
L'avantage d'utiliser un logiciel directement sur le serveur de messagerie est que les courriels sont filtrés en amont de l'utilisateur, qui ne télécharge donc pas les spams et ne perd pas de temps à les lire, tout en gardant un coût très réduit par rapport à une solution dédiée sur un serveur externe. 
Par contre, le gros désavantage de cette solution est qu'elle utilise les ressources du serveur de messagerie, ce qui peut entrainer un ralentissement de l'exécution du serveur de messagerie, affectant de ce fait sur la transmission du courrier et l'exécution des autres tâches du serveur. 